# Vol. 3... Life and Times of S. Carter
Albums de Jay-Z
Vol. 2... Hard Knock Life
(1998) The Dynasty: Roc La Familia
(2000)
Singles
1. Jigga My Nigga
Sortie : 20 juillet 1999
2. Girl's Best Friend
Sortie : 18 octobre 1999
3. Do It Again (Put Ya Hands Up)
Sortie : 14 décembre 1999
4. Things That U Do
Sortie : 11 février 2000
5. Big Pimpin'
Sortie : 11 avril 2000

Vol. 3... The Life and Times of S. Carter est le 4e album studio de Jay-Z sorti en 1999. Cet album marque le retour du rappeur vers un style plus « street », comme son 1er, Reasonable Doubt (1996). À la production, il fait notamment appel à Swizz Beatz, Timbaland, DJ Premier, Rockwilder et DJ Clue.
Aux États-Unis, l'album débute à la 1re place du Billboard 200, en s'écoulant à 462 000 copies la première semaine. Cet album est un succès commercial : 2 millions d'exemplaires vendus le 1er mois. Par ailleurs, l'album a obtenu un succès « critique ». Le 14 février 2001, l'album est certifié triple disque de platine par la Recording Industry Association of America, pour ses 3 millions copies aux États-Unis.
En décembre 2013, Jay-Z fait une rétrospective de sa carrière et établit un classement de ses propres albums studio : il classe Vol. 3... Life and Times of S. Carter à la 10e place sur 12.

## Liste des titres

### Version américaine
| No  | Titre                                                         | Compositeur(s)                                    | Durée |
| --- | ------------------------------------------------------------- | ------------------------------------------------- | ----- |
| 1.  | Hova Song (Intro)                                             | K-Rob                                             | 2:21  |
| 2.  | So Ghetto                                                     | DJ Premier                                        | 4:01  |
| 3.  | Do It Again (Put Ya Hands Up) (featuring Beanie Sigel & Amil) | Rockwilder                                        | 4:39  |
| 4.  | Dope Man                                                      | DJ Clue, Darrell Branch, Ken Ifill, Lance Rivera* | 4:03  |
| 5.  | Things That U Do (featuring Mariah Carey)                     | Swizz Beatz                                       | 4:52  |
| 6.  | It's Hot (Some Like It Hot)                                   | Timbaland                                         | 4:16  |
| 7.  | Snoopy Track (featuring Juvenile)                             | Timbaland                                         | 4:01  |
| 8.  | S. Carter (featuring Amil)                                    | Russell Howard, Sean Francis, Chauncey Mahan*     | 4:14  |
| 9.  | Pop 4 Roc (featuring Beanie Sigel, Memphis Bleek & Amil)      | DJ Clue, Ken Ifill                                | 4:36  |
| 10. | Hova Interlude                                                | K Rob                                             | 1:34  |
| 11. | Big Pimpin' (featuring UGK)                                   | Timbaland                                         | 4:44  |
| 12. | There's Been a Murder                                         | Russell Howard, Sean Francis, Chauncey Mahan*     | 3:39  |
| 13. | Come and Get Me                                               | Timbaland                                         | 6:09  |
| 14. | NYMP                                                          | Rockwilder                                        | 4:03  |
| 15. | Hova Song (Outro)                                             | K-Rob                                             | 1:26  |
| 16. | Jigga My Nigga (Titre bonus)                                  | Swizz Beatz                                       | 5:23  |
| 17. | Girl's Best Friend (Titre bonus)                              | Swizz Beatz                                       | 3:59  |
| 18. | Anything (Titre bonus)                                        | Sam Sneed                                         | 4:45  |

Note
* = coproducteur

### Version européenne
L'édition européenne de l'album, commercialisée quelques semaines avant la sortie américaine, contient un autre tracklisting. Hova Interlude remplace Watch Me et There's Been a Murder remplace Is That Yo Bitch (featuring Missy Elliott et Twista). Anything était le morceau de fin de cette version européenne, avant les deux morceaux cachés. En raison de copies pirates, Jay-Z fut obligé de changer le tracklisting avant la commercialisation aux États-Unis.

## Samples
- Hova Song (Intro) contient un sample de Burning Of The Midnight Lamp de The Jimi Hendrix Experience et un extrait vocal du film L'Impasse prononcé par Al Pacino[3].
- So Ghetto contient un sample de Crop Dustin de Steve Cropper et de Sporco Ma Distinto d'Ennio Morricone (tiré de Le Ruffian)
- There's Been A Murder contient un sample de Murder d'Alana Davis et un extrait du film Le Prix à payer
- NYMP contient un sample de Life Can Be So Grand" de Brian & Brenda Russell
- Girl's Best Friend contient un sample de Keep It Comin' Love de KC & The Sunshine Band
- Anything (titre bonus) contient un sample de I'd Do Anything de Lionel Bart

### Le casBig Pimpin’
La chanson Big Pimpin' contient un sample de Khusara Khusara composé par Baligh Hamdi. Une plainte est alors déposée par le neveu du compositeur, Osama Fahmy. Durant l'audition devant un juge, Timbaland a admis avoir trouvé la chanson original sur un CD non identifié et il pensait qu'elle était tombée dans le domaine public. L'entourage de Jay Z avait à l'époque tenté de désamorcer rapidement ce problème en versant en 2001 100 000 dollars au label EMI Arabia, division d'EMI Group. Plus tard, l'héritier Osama Fahmy décide tout de même de poursuivre Jay-Z et Timbaland estimant que l'accord de l'époque n'avait pas de valeur selon la loi égyptienne. Finalement, le 21 octobre 2015, la justice américaine donnent raison au rappeur et à son compositeur, qui n'auront rien à payer de plus.

## Classement
Album
| Classement (1999)      | Meilleure position |
| ---------------------- | ------------------ |
| Billboard 200          | 1                  |
| Top R&B/Hip Hop Albums | 1                  |
| Canadian Albums Chart  | 11                 |

Singles
| Année | Titre                         | Classements / positions | Classements / positions | Classements / positions | Classements / positions |
| Année | Titre                         | Billboard Hot 100       | Hot R&B/Hip-Hop Songs   | Hot Rap Singles         |                         |
| 1999  | Jigga My Nigga                | 28                      | 6                       | 1                       |                         |
| 1999  | Girl's Best Friend            | 26                      | 10                      | -                       |                         |
| 2000  | Do It Again (Put Ya Hands Up) | 65                      | 17                      | 9                       |                         |
| 2000  | Things That U Do              | -                       | -                       | -                       |                         |
| 2000  | Big Pimpin'                   | 9                       | 3                       | 3                       |                         |